# Portoryko na Letnich Igrzyskach Olimpijskich 2024
Portoryko na Letnich Igrzyskach Olimpijskich 2024 – występ kadry sportowców reprezentujących Portoryko na igrzyskach olimpijskich, które odbyły się w Paryżu we Francji, w dniach 26 lipca – 11 sierpnia 2024.
Reprezentacja Portoryka liczyła pięćdziesięcioro jeden zawodników – dwadzieścia cztery kobiety i dwudziestu siedmiu mężczyzn, którzy wystąpili w 13 dyscyplinach.
Był to dwudziesty start Portoryka na letnich igrzyskach olimpijskich.

## Zdobyte medale
Portorykańczycy zdobyli dwa medale – oba brązowe. Były one zasługą biegaczki Jasminy Camacho-Quinn i zapaśnika Sebastiana Rivery.
Był to piąty wynik w dotychczasowej historii startów Portoryka na letnich igrzyskach olimpijskich i najsłabszy występ od igrzysk w Pekinie w 2008.
| Data        | Medal | Zawodnik              | Dyscyplina    | Konkurencja                                |
| ----------- | ----- | --------------------- | ------------- | ------------------------------------------ |
| 10 sierpnia | Brąz  | Jasmine Camacho-Quinn | Lekkoatletyka | bieg na 100 m przez płotki kobiet          |
| 11 sierpnia | Brąz  | Sebastian Rivera      | Zapasy        | kategoria do 65 kg mężczyzn w stylu wolnym |

## Reprezentanci

### Boks
| Zawodnik              | Konkurencja | 1/16             | 1/8              | Ćwierćfinał      | Półfinał         | Finał            | Finał   | Źródło |
| Zawodnik              | Konkurencja | Przeciwnik Wynik | Przeciwnik Wynik | Przeciwnik Wynik | Przeciwnik Wynik | Przeciwnik Wynik | Miejsce | Źródło |
| --------------------- | ----------- | ---------------- | ---------------- | ---------------- | ---------------- | ---------------- | ------- | ------ |
| Juan Manuel López Jr. | -51 kg (m)  | BYE              | Dusmatov P 0–5   | NQ               | NQ               | NQ               | NQ      | [ 1 ]  |
| Ashleyann Lozada      | -57 kg (k)  | BYE              | Ibragimowa W 5–0 | Szeremeta P 0–5  | NQ               | NQ               | NQ      | [ 2 ]  |

### Golf
| Zawodnik      | Konkurencja | Runda 1 | Runda 2 | Runda 3 | Runda 4 | Łącznie | Łącznie | Łącznie | Źródło |
| Zawodnik      | Konkurencja | Wynik   | Wynik   | Wynik   | Wynik   | Wynik   | Par     | Pozycja | Źródło |
| ------------- | ----------- | ------- | ------- | ------- | ------- | ------- | ------- | ------- | ------ |
| Rafael Campos | mężczyźni   | 73      | 70      | 70      | 67      | 280     | −4      | T30     | [ 3 ]  |

### Judo
| Zawodnik      | Konkurencja | 1/16                 | 1/8                      | Ćwierćfinał      | Półfinał         | Repasaże         | Finał / 3. miejsce | Finał / 3. miejsce | Źródła |
| Zawodnik      | Konkurencja | Przeciwnik Wynik     | Przeciwnik Wynik         | Przeciwnik Wynik | Przeciwnik Wynik | Przeciwnik Wynik | Przeciwnik Wynik   | Pozycja            | Źródła |
| ------------- | ----------- | -------------------- | ------------------------ | ---------------- | ---------------- | ---------------- | ------------------ | ------------------ | ------ |
| Adrián Gandía | -81 kg (m)  | Tatalaszwili W 11–00 | Gauthier-Drapeau P 00–10 | NQ               | NQ               | NQ               | NQ                 | NQ                 | [ 4 ]  |
| María Pérez   | -70 kg (k)  | Willems P 00–10      | NQ                       | NQ               | NQ               | NQ               | NQ                 | NQ                 | [ 5 ]  |

### Koszykówka
Turniej 5×5
| Reprezentacja kobiet - Tayra Meléndez - Brianna Jones - Pamela Rosado (kapitan) - Mariah Pérez - Allison Gibson - Sofía Roma - Mya Hollingshed - Arella Guirantes - Trinity San Antonio - Isalys Quiñones - India Pagán - Jacqueline Benítez Trener: Gerardo Batista | Reprezentacja mężczyzn - Isaiah Pineiro - George Conditt IV - Jordan Howard - Davon Reed - Jose Alvarado - Stevie Thompson - Aleem Ford - Gian Clavell - Ismael Romero - Christopher Ortiz (kapitan) - Arnaldo Toro - Tremont Waters Trener: Nelson Colon |

| Konkurencja | Faza grupowa             | Faza grupowa      | Faza grupowa               | Faza grupowa | Ćwierćfinały     | Półfinały        | Finał            | Pozycja | Źródło |
| Konkurencja | Przeciwnik Wynik         | Przeciwnik Wynik  | Przeciwnik Wynik           | Pozycja      | Przeciwnik Wynik | Przeciwnik Wynik | Przeciwnik Wynik | Pozycja | Źródło |
| ----------- | ------------------------ | ----------------- | -------------------------- | ------------ | ---------------- | ---------------- | ---------------- | ------- | ------ |
| kobiety     | Serbia P 55–58           | Hiszpania P 62–63 | Chiny P 58–80              | 4.           | NQ               | NQ               | NQ               | 10.     | [ 6 ]  |
| mężczyźni   | Sudan Południowy P 79–90 | Serbia P 66–107   | Stany Zjednoczone P 83–104 | 4.           | NQ               | NQ               | NQ               | 12.     | [ 7 ]  |

### Lekkoatletyka

#### Konkurencje biegowe
| Zawodnik              | Konkurencja                    | Runda 1 | Runda 1 | Runda 2 | Runda 2 | Półfinał | Półfinał | Finał   | Finał   | Źródło |
| Zawodnik              | Konkurencja                    | Wynik   | Miejsce | Wynik   | Miejsce | Wynik    | Miejsce  | Wynik   | Miejsce | Źródło |
| --------------------- | ------------------------------ | ------- | ------- | ------- | ------- | -------- | -------- | ------- | ------- | ------ |
| Jasmine Camacho-Quinn | bieg na 100 m przez płotki (k) | 12.42   | 1. Q    | —       | —       | 12.35    | 1. Q     | 12.36   | brąz    | [ 8 ]  |
| Grace Claxton         | bieg na 400 m przez płotki (k) | 56.29   | 32. R   | 55.94   | 15.     | NQ       | NQ       | NQ      | NQ      | [ 9 ]  |
| Rachelle de Orbeta    | chód na 20 km (k)              | —       | —       | —       | —       | —        | —        | 1:33:33 | 29.     | [ 10 ] |
| Gabby Scott           | bieg na 400 m (k)              | 50.74   | 18. R   | 50.52   | 2. Q    | 51.22    | 21.      | NQ      | NQ      | [ 11 ] |
| Gladymar Torres       | bieg na 100 m (k)              | 11.12   | 19. q   | —       | —       | 11.33    | 21.      | NQ      | NQ      | [ 12 ] |

#### Konkurencje techniczne
| Zawodnik    | Konkurencja     | Kwalifikacje | Kwalifikacje | Finał | Finał   | Źródło |
| Zawodnik    | Konkurencja     | Wynik        | Miejsce      | Wynik | Miejsce | Źródło |
| ----------- | --------------- | ------------ | ------------ | ----- | ------- | ------ |
| Luis Castro | skok wzwyż (m)  | 2.20         | 15.          | NQ    | NQ      | [ 13 ] |
| Jerome Vega | rzut młotem (m) | 71.61        | 26.          | NQ    | NQ      | [ 14 ] |

#### Wielobój
| Zawodnik            | Konkurencja       | Legenda  | 100 m  | LJ    | SP     | HJ    | 400 m  | 110H   | DT     | PV    | JT     | 1500 m   | Razem | Pozycja | Źródło |
| ------------------- | ----------------- | -------- | ------ | ----- | ------ | ----- | ------ | ------ | ------ | ----- | ------ | -------- | ----- | ------- | ------ |
| Ayden Owens-Delerme | dziesięciobój (m) | Rezultat | 10.35s | 7.66m | 15.17m | 2.02m | 46.17s | 14.09s | 43.36m | 4.80m | 51.17m | 4:40.39s | 8437  | 9.      | [ 15 ] |
| Ayden Owens-Delerme | dziesięciobój (m) | Punkty   | 101.1  | 975   | 800    | 822   | 1000   | 963    | 733    | 849   | 606    | 678      | 8437  | 9.      | [ 15 ] |

### Łucznictwo
| Zawodnik       | Konkurencja       | Runda rankingowa | Runda rankingowa | 1/32             | 1/16             | 1/8              | Ćwierćfinały     | Półfinały        | Finał            | Finał   | Źródło |
| Zawodnik       | Konkurencja       | Wynik            | Miejsce          | Przeciwnik Wynik | Przeciwnik Wynik | Przeciwnik Wynik | Przeciwnik Wynik | Przeciwnik Wynik | Przeciwnik Wynik | Pozycja | Źródło |
| -------------- | ----------------- | ---------------- | ---------------- | ---------------- | ---------------- | ---------------- | ---------------- | ---------------- | ---------------- | ------- | ------ |
| Alondra Rivera | indywidualnie (k) | 547              | 64.              | Lim P 0–6        | NQ               | NQ               | NQ               | NQ               | NQ               | NQ      | [ 16 ] |

### Pływanie
| Zawodnik       | Konkurencja               | Eliminacje | Eliminacje | Półfinał | Półfinał | Finał | Finał | Źródło |
| Zawodnik       | Konkurencja               | Czas       | Poz.       | Czas     | Poz.     | Czas  | Poz.  | Źródło |
| -------------- | ------------------------- | ---------- | ---------- | -------- | -------- | ----- | ----- | ------ |
| Yeziel Morales | 100 m st. grzbietowym (m) | 55.76      | 38.        | NQ       | NQ       | NQ    | NQ    | [ 17 ] |
| Yeziel Morales | 200 m st. grzbietowym (m) | 2:00.60    | 26.        | NQ       | NQ       | NQ    | NQ    | [ 17 ] |
| Kristen Romano | 200 m st. zmiennym (k)    | 2:13.32    | 21.        | NQ       | NQ       | NQ    | NQ    | [ 18 ] |

### Skateboarding
| Zawodnik       | Konkurencja | Eliminacje | Eliminacje | Finał | Finał   | Źródło |
| Zawodnik       | Konkurencja | Wynik      | Pozycja    | Wynik | Pozycja | Źródło |
| -------------- | ----------- | ---------- | ---------- | ----- | ------- | ------ |
| Steven Piñeiro | park (m)    | 81.54      | 14.        | NQ    | NQ      | [ 19 ] |

### Skoki do wody
| Zawodnik     | Konkurencja                  | Preeliminacje | Preeliminacje | Półfinał | Półfinał | Finał  | Finał   | Źródło |
| Zawodnik     | Konkurencja                  | Punkty        | Miejsce       | Punkty   | Miejsce  | Punkty | Miejsce | Źródło |
| ------------ | ---------------------------- | ------------- | ------------- | -------- | -------- | ------ | ------- | ------ |
| Maycey Vieta | wieża 10 m indywidualnie (k) | 253.90        | 24.           | NQ       | NQ       | NQ     | NQ      | [ 20 ] |

### Strzelectwo
| Zawodnik        | Konkurencja                                   | Kwalifikacje | Kwalifikacje | Finał | Finał   | Źródło |
| Zawodnik        | Konkurencja                                   | Wynik        | Pozycja      | Wynik | Pozycja | Źródło |
| --------------- | --------------------------------------------- | ------------ | ------------ | ----- | ------- | ------ |
| Yarimar Mercado | pistolet pneumatyczny, 10 m (k)               | 622.0        | 39.          | NQ    | NQ      | [ 21 ] |
| Yarimar Mercado | karabin małokalibrowy, trzy postawy, 50 m (k) | 578-29x      | 26.          | NQ    | NQ      | [ 21 ] |

### Tenis stołowy
| Zawodnik        | Konkurencja | Eliminacje       | Runda 1          | Runda 2          | Runda 3          | Ćwierćfinały     | Półfinały        | Finał            | Finał   | Źródło |
| Zawodnik        | Konkurencja | Przeciwnik Wynik | Przeciwnik Wynik | Przeciwnik Wynik | Przeciwnik Wynik | Przeciwnik Wynik | Przeciwnik Wynik | Przeciwnik Wynik | Pozycja | Źródło |
| --------------- | ----------- | ---------------- | ---------------- | ---------------- | ---------------- | ---------------- | ---------------- | ---------------- | ------- | ------ |
| Brian Afanador  | singel (m)  | —                | Lin P 1–4        | NQ               | NQ               | NQ               | NQ               | NQ               | NQ      | [ 22 ] |
| Adriana Díaz    | singel (k)  | —                | Lupulesku W 4–0  | Wang W 4–2       | Pyon P 3–4       | NQ               | NQ               | NQ               | NQ      | [ 23 ] |
| Daniel González | singel (m)  | BYE              | Jang P 1–4       | NQ               | NQ               | NQ               | NQ               | NQ               | NQ      | [ 24 ] |

### Zapasy
| Zawodnik         | Konkurencja           | 1/16 finału      | 1/8 finału          | Ćwierćfinał      | Półfinał         | Repesaż           | Finał            | Finał   | Źródło |
| Zawodnik         | Konkurencja           | Przeciwnik Wynik | Przeciwnik Wynik    | Przeciwnik Wynik | Przeciwnik Wynik | Przeciwnik Wynik  | Przeciwnik Wynik | Pozycja | Źródło |
| ---------------- | --------------------- | ---------------- | ------------------- | ---------------- | ---------------- | ----------------- | ---------------- | ------- | ------ |
| Darian Cruz      | -57 kg st. wolny (m)  | —                | Mohamed W 4F-1      | Higuchi P 2–12SP | NQ               | Sarlak W WO       | Sehrawat P 5–13  | 5.      | [ 25 ] |
| Ethan Ramos      | -86 kg st. wolny (m)  | —                | Kuruglijew P 0–11ST | NQ               | NQ               | NQ                | NQ               | NQ      | [ 26 ] |
| Sebastian Rivera | -65 kg st. wolny (m)  | —                | Okorokow W 12SP-2   | Kiyooka P 6–8    | NQ               | Saculțan W 15SP–4 | Tulga W 10–9     | brąz    | [ 27 ] |
| Jonovan Smith    | -125 kg st. wolny (m) | —                | Akgül P 0–10ST      | NQ               | NQ               | NQ                | NQ               | NQ      | [ 28 ] |

### Żeglarstwo
| Zawodnik               | Konkurencja | Wyścig | Wyścig | Wyścig | Wyścig | Wyścig | Wyścig | Wyścig | Wyścig | Wyścig   | Wyścig   | Wyścig | Punkty | Finałowa pozycja | Źródło |
| Zawodnik               | Konkurencja | 1      | 2      | 3      | 4      | 5      | 6      | 7      | 8      | 9        | 10       | M*     | Punkty | Finałowa pozycja | Źródło |
| ---------------------- | ----------- | ------ | ------ | ------ | ------ | ------ | ------ | ------ | ------ | -------- | -------- | ------ | ------ | ---------------- | ------ |
| Pedro Fernández Gamboa | ILCA 7      | 33     | 27     | 17     | 35     | 33     | 36     | 11     | 31     | odwołany | odwołany | NQ     | 187    | 34.              | [ 29 ] |